# Nara (Mali)
Nara – miasto w Mali; 30 400 mieszkańców (2006). Przemysł spożywczy, włókienniczy. W mieście działa punkt kontrolny dla osób przekraczających pobliską granicę z Mauretanią.